# Doris Dobbel
Doris Dobbel was een Belgische stripreeks, getekend en geschreven door Marc Sleen.
Het was een gagstrip die van 8 april 1950 tot 4 februari 1967 in het blad De Middenstand liep, een uitgave van de NCMV. De gags draaiden rond Doris Dobbel, een dikke, sigaren rokende man. Doris was een slager die op allerlei manieren een welgesteld middenstander probeerde te worden. Zijn jonge, maar ijdele echtgenote zeurt voortdurend om geld. Daarbij krijgt Doris het vaak aan de stok met zijn buurman, Jan Janssen, die óók een slagerszaak uitbaat, vlak naast de zijne. (Janssen is een karikatuur van journalist Jan De Spot, een persoonlijke vriend van Sleen die wel vaker een cameo had in zijn strips.)  
Doris Dobbel is vergelijkbaar met Oktaaf Keunink in de zin dat het beiden gagstrips zijn waarbij het hoofdpersonage een zeurende vrouw heeft en overhoop ligt met een buurman die óók op Jan De Spot lijkt. Het verschil is dat de vrouw van Oktaaf Keunink véél baziger is.
In 1952 werd een bundel gags uitgebracht in albumvorm ten behoeve van een prijsvraag, waarschijnlijk in een oplage van 100 exemplaren. Op 30 november 2015 werd er een exemplaar van het stripalbum De vrolijke avonturen van Doris Dobbel van de hand voor 16.500 euro. Daarmee is het tot op heden de duurste Nederlandstalige strip ooit. Eerder brachten andere exemplaren op veilingen 12.000 euro in 2010 en 9.700 euro in 2002 op.